# هانتلی، گلاسترشر
هانتلی (به انگلیسی: Huntley) یک روستا و محله مدنی در بریتانیا است که در Forest of Dean واقع شده‌است. هانتلی ۱٬۰۱۲ نفر جمعیت دارد.